# Gesten Sogn
Gesten Sogn er et sogn i Malt Provsti (Ribe Stift).
Gesten Sogn var anneks til Andst Sogn indtil 1886, hvor de blev to selvstændige pastorater. Begge sogne hørte til Andst Herred i Ribe Amt. I 1896 blev de to sognekommuner. Ved kommunalreformen i 1970 blev både Andst og Gesten indlemmet i Vejen Kommune.
I Gesten Sogn ligger Gesten Kirke.
I sognet findes følgende autoriserede stednavne:
- Drostrupkrog (bebyggelse)
- Gesten (bebyggelse)
- Gesten Kær (areal)
- Gesten Skov (areal)
- Gestenkær (bebyggelse)
- Krogslund (bebyggelse)
- Mosehusene (bebyggelse)
- Ravnholt (bebyggelse, ejerlav)
- Revsing (bebyggelse, ejerlav)
- Revsing Plantage (areal)
- Røjskov (bebyggelse)
- Stavshede (bebyggelse)
- Stavshede Plantage (areal)
- Stilund (bebyggelse)
- Svejen (bebyggelse)
- Vester Gesten (bebyggelse, ejerlav)
- Øster Gesten (bebyggelse, ejerlav)

## Historie
I Gesten sogn har der boet folk så langt tilbage, man kan spore det. Oldtidsfund og kæmpehøje vidner om den tidligste befolkning. Sognets ældste bygning er kirken, der er bygget omkring 1170, tårnet er bygget til i 1897.
Gesten sogn bestod tidligere af en række små landsbyer: Revsing, Røj, Ravnholt og Øster- og Vester Gesten. De 2 sidste voksede omkring 1920 sammen til den nuværende Gesten by. Nye parcelhuskvarterer opstod navnlig i 1970'erne. I hele sognet bor der nu ca. 1500 mennesker. Der er kirke, skole, idrætscenter, børnehave, spejderhus, kro, forsamlingshus, missionshus, bådaptering, lægehus, dagligvareforretning m.v, så der er ikke tale om en "soveby". De mange foreninger og aktiviteter vidner om et righoldigt fritidsliv.
Sognet er et typisk landsogn, hvor landbrugserhvervet stadig sætter sit præg. Statistikken fortæller, at der i sognet er ca. 500 arbejdspladser. Af befolkningen er 57% i arbejdsstyrken, mens andre 28% er udenfor (dvs. pensionister og unge under uddannelse), og børn under 15 år udgør 15%.